# 佐藤一
佐藤 一（さとう はじめ）は、日本テレビ放送網情報エンタテインメント局所属のチーフディレクターである。東洋大学卒業。

## 主な担当番組

### 現在
- ぶらり途中下車の旅（総合演出）

### 過去
- 噂の!解禁スタジオ（スタジオD）
- ズームイン!!サタデー
- アナ☆パラ（総監督）
- 全国高等学校クイズ選手権（2007年　総合演出）
- ズームイン!!朝!（総監督）
- ザ!情報ツウ
- 日テレ系秋祭り おもいッきりイイ秋!!みつけた（総合演出）
- 24時間テレビ 「愛は地球を救う」（1996年、2001年　総合演出）
- 超人気番組CMの祭典（総合演出）
- 徳光和夫のトクセンお宝映像!（BS日テレ、総合演出）